# Circuit international de Vila Real
Le Circuit international de Vila Real est un circuit non-permanent de sports mécaniques tracé dans les rues de Vila Real au Portugal.